# Széchenyiváros (Kecskemét)

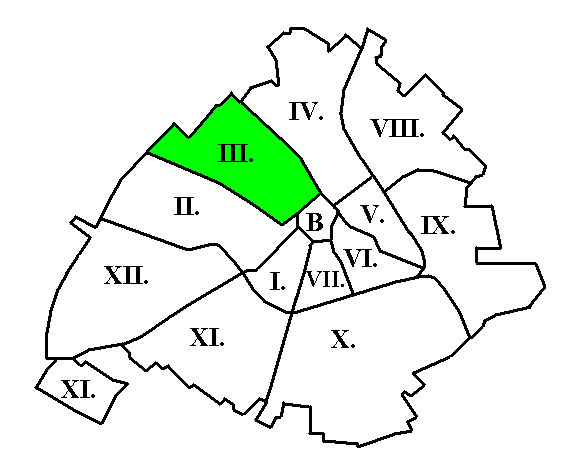
A Széchenyiváros elhelyezkedése Kecskeméten belül

Széchenyiváros Kecskemét egyik városrésze.

## Fekvése
A város északnyugati részén található, közvetlenül az 5-ös jelzésű főút mellett. Északkeletről a Budai utca és a Jókai utca, délkeletről a Hornyik János körút, Széchenyi tér, Hoffmann János utca, délnyugatról a Nyíri út, Nyíl utca, északnyugatról pedig a város széle határolja.
A városrész több jól elkülöníthető részre tagolódik: a nagykörúton belüli Belső Széchenyivárosra, a nagykörút és a lakótelep közötti régi építésű, úgynevezett Villanegyedre, a lakótelepre, ami a mai értelemben vett tényleges Széchenyiváros és a Nyíri út végén található kertvárosias Hollandfalura.

## Története
A Széchenyiváros területéről a lakótelep előtt: Mária köz (Kecskemét)
Széchenyiváros egykoron csak a villanegyedet jelentette, addig jelentősége igen kicsi volt a városrésznek. A lakótelep helyén a Máriahegy volt, tanyasias, hobbikertes házakkal, szőlős-gyümölcsösökkel (lásd:Hollandfalu lap, Látnivalók/Bogovicsfalu), amely mára a Károly Róbert körúton kívülre szorult. A lakótelepet 1968-ban kezdték kiépíteni. 1975-ben megkezdte termelését az egykori kecskeméti házgyár, a kivitelezésbe a szegedi házgyár is bekapcsolódott. A lakások jó része paneltechnikával épült. A városrészt napjainkban mintegy 22 ezren lakják, de az 1980-as évek végén ez szám megközelítette a 30 ezret. Sivárságát az akkori zománcművészeti alkotótelepen készült alkotásokkal (utcanév, illetve irányjelző táblák), továbbá nagyarányú parkosításokkal kívánták feloldani. A városrész házainak öregedése miatt egyre több épület kap a hőszigeteléssel együtt megújult homlokzatot a panelprogram keretében.
A városrész infrastruktúrája kiváló. Posta, számos bölcsőde, óvoda, iskola, orvosi rendelő működik; továbbá találunk itt számos szupermarketet.
Például az Univer-Coop Zrt. üzletei (25. számú és domb) illetve 2 db Spar szupermarket, 1 db Spar Express, 1 db Lidl valamint egy Penny Market diszkontáruház.

## Látnivalók
- Széchenyi István-emlékmű

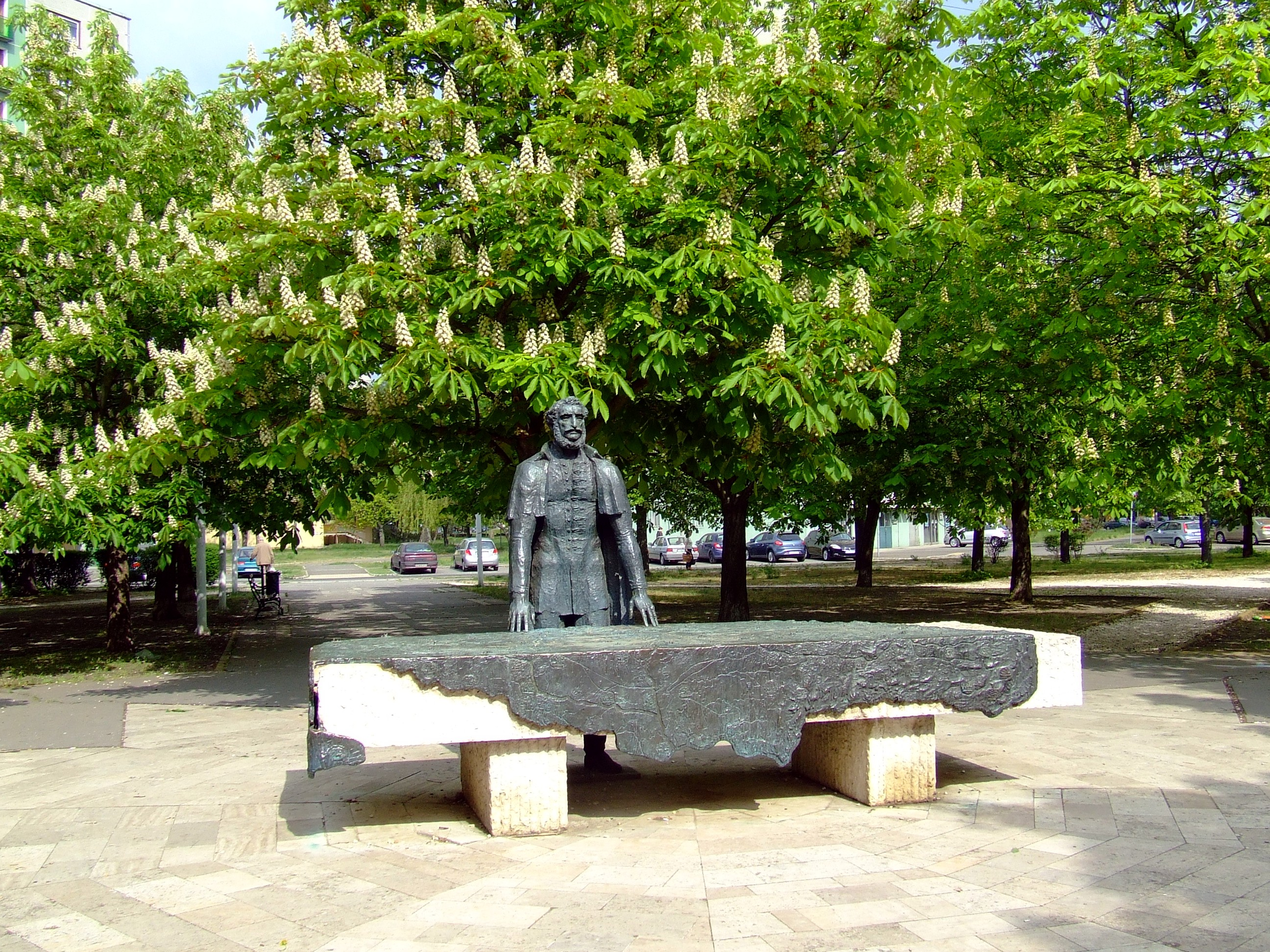
Széchenyi István-emlékmű

Széchenyiváros központi részén, az Aradi vértanúk terén található. Kiss István szobrászművész és Kerényi József építész alkotását 1982-ben avatták fel.
- Planetárium (Lánchíd u. 18/a)[2]

Az Aradi vértanúk tere keleti részén található.
- Temetők

Az Akadémia körút és a Budai út találkozásában a műemléki védettséget élvező kecskeméti különböző felekezetek temetői találhatók. A Budai út túlsó oldalán a zsidó temető ravatalozója ma a második világháborúban elpusztult zsidók mártírcsarnoka. Mellette a szovjet hősi temető helyezkedik el.
- Szabadidőközpont

Az 57 hektárnyi területen kialakított szabadidőközpont bejárata a Széchenyiváros felől közelíthető meg, ahol autóparkoló is épült. Központjában talajvíz eredetű fürdő és csónakázó tó helyezkedik el, a kotrásból kitermelt földet pedig dombbá alakították ki (Vízműdomb). A panorámafotót lásd oldalt.
- Az egymilliomodik hektár emlékerdő

Az Akadémia körút és a Nyíri út sarkán, 1975 tavaszán telepítették az emlékerdőt és állították fel közepén az emlékkövet, annak emlékére, hogy Magyarországon a legtöbb erdőt Bács-Kiskun megyében telepítették.

## Megközelítés
A városközpontból busszal (3, 4, 10, 14, 14D, 20, 29, 92E vonalak) de a buszállomásról is (21, 22 vonalak) maximum 10 perc alatt megközelíthető, de város más részeiből (a 34-es vonalon Kadafalváról) is könnyen el lehet jutni.

## Politika
2010-ben átszervezték a kecskeméti választókörzeteket, a Széchenyiváros területén osztozik a 3-as, 4-es, 5-ös és a 6-os, de ezek mindegyike más kerületekbe is átnyúlik. Az egyes választókörzetek képviselői a 2010-es önkormányzati választások óta sorban Szemereyné Pataki Klaudia, Bogasov István, Engert Jakabné és Leviczky Cirill, akik mind a Fidesz színeiben indultak.

### 2014-es önkormányzati választások[5]

#### 3. számú egyéni választókerület
| Sorszám | Jelölt neve                    | Jelölő szervezet(ek) | Kapott érvényes szavazat | %     | Képviselő |
| ------- | ------------------------------ | -------------------- | ------------------------ | ----- | --------- |
| 1.      | Dr. Brúszel László             | MSZP                 | 550                      | 24,72 | -         |
| 2.      | Kis Tiborné                    | Együtt               | 96                       | 4,31  | -         |
| 3.      | Török-Farkas Emőke             | Jobbik               | 191                      | 8,58  | -         |
| 4.      | Sikari-Kovács Krisztián András | LMP                  | 210                      | 9,44  | -         |
| 5.      | Nemcsik Mátyás Ferenc          | Fidesz-KDNP          | 1178                     | 52,94 | igen      |

#### 4. számú egyéni választókerület
| Sorszám | Jelölt neve                  | Jelölő szervezet(ek) | Kapott érvényes szavazat | %     | Képviselő |
| ------- | ---------------------------- | -------------------- | ------------------------ | ----- | --------- |
| 1.      | Polgár Szabolcs              | Jobbik               | 227                      | 13,08 | -         |
| 2.      | Bogasov István               | Fidesz-KDNP          | 837                      | 48,24 | igen      |
| 3.      | Némedi-Varga János Krisztián | LMP                  | 147                      | 8,47  | -         |
| 4.      | Dobos József                 | MSZP                 | 313                      | 18,04 | -         |
| 5.      | Szőkéné Kopping Rita         | DK                   | 211                      | 12,16 | -         |

#### 5. számú egyéni választókerület
| Sorszám | Jelölt neve    | Jelölő szervezet(ek) | Kapott érvényes szavazat | %     | Képviselő |
| ------- | -------------- | -------------------- | ------------------------ | ----- | --------- |
| 1.      | Engert Jakabné | Fidesz-KDNP          | 901                      | 50,7  | igen      |
| 2.      | Kalló Julianna | MSZP                 | 255                      | 14,35 | -         |
| 3.      | Bánhidi Gábor  | LMP                  | 188                      | 10,58 | -         |
| 4.      | Szántó Gábor   | Együtt               | 46                       | 2,59  | -         |
| 5.      | Szabó Viktor   | Jobbik               | 216                      | 12,16 | -         |
| 6.      | Bernáth Sándor | DK                   | 171                      | 9,62  | -         |

#### 6. számú egyéni választókerület
| Sorszám | Jelölt neve               | Jelölő szervezet(ek) | Kapott érvényes szavazat | %     | Képviselő |
| ------- | ------------------------- | -------------------- | ------------------------ | ----- | --------- |
| 1.      | Kriskó Dávid Gábor        | LMP                  | 163                      | 9,53  | -         |
| 2.      | Leviczky Cirill           | Fidesz-KDNP          | 819                      | 47,89 | igen      |
| 3.      | Szabó Lászlóné            | független            | 80                       | 4,68  | -         |
| 4.      | Dr. Károlyi Zoltán György | Együtt               | 82                       | 4,8   | -         |
| 5.      | Radics Tivadar            | Jobbik               | 201                      | 11,75 | -         |
| 6.      | Dr. Dobos Adrienn         | MSZP                 | 365                      | 21,35 | -         |

### 2019-es önkormányzati választások[6]

#### 3. számú egyéni választókerület[7]
| Sorszám | Jelölt neve         | Jelölő szervezet(ek)       | Kapott érvényes szavazat | %     | Képviselő |
| ------- | ------------------- | -------------------------- | ------------------------ | ----- | --------- |
| 1.      | Nemcsik Mátyás      | Fidesz-KDNP                | 1292                     | 48,12 | igen      |
| 2.      | Dr. Vancsura István | Szövetség a Hírös Városért | 1219                     | 45,4  | -         |
| 3.      | Sajti Levente       | Mi Hazánk                  | 136                      | 5,07  | -         |
| 4.      | Balanyi István      | Munkáspárt                 | 38                       | 1,42  | -         |

#### 4. számú egyéni választókerület[8]
| Sorszám | Jelölt neve          | Jelölő szervezet(ek)       | Kapott érvényes szavazat | %     | Képviselő |
| ------- | -------------------- | -------------------------- | ------------------------ | ----- | --------- |
| 1.      | Szőkéné Kopping Rita | Szövetség a Hírös Városért | 1079                     | 52,51 | igen      |
| 2.      | Bogasov István       | Fidesz-KDNP                | 976                      | 47,49 | -         |

#### 5. számú egyéni választókerület[9]
| Sorszám | Jelölt neve     | Jelölő szervezet(ek)       | Kapott érvényes szavazat | %     | Képviselő |
| ------- | --------------- | -------------------------- | ------------------------ | ----- | --------- |
| 1.      | Józsa Bálint    | Szövetség a Hírös Városért | 1054                     | 52,83 | igen      |
| 2.      | B. Tóth Katalin | Fidesz-KDNP                | 941                      | 47,17 | -         |

#### 6. számú egyéni választókerület[10]
| Sorszám | Jelölt neve    | Jelölő szervezet(ek)       | Kapott érvényes szavazat | %     | Képviselő |
| ------- | -------------- | -------------------------- | ------------------------ | ----- | --------- |
| 1.      | Dobos József   | Szövetség a Hírös Városért | 1201                     | 55,52 | igen      |
| 2.      | Szamler László | Fidesz-KDNP                | 962                      | 44,48 | -         |

## Közérdekű Információk

### Posta
- Széchenyivárosi 6-os posta (Széchenyi sétány 5.)[11]

### Művelődés
- Széchenyivárosi Fiókkönyvtár (Széchenyi sétány 6.)[12]

### Hitélet
- Görögkatolikus kápolna és közösségi ház (Zimay László utca 4.)[13]
- Széchenyivárosi Szent Család Plébánia (Irinyi utca 62.)[14]
- Kecskeméti Baptista gyülekezet (Szentgyörgyi Albert utca)[15]
- Jehova Tanúi Királyság Terme (Március 15. u. 29)[16]

### Egészségügy

#### Kórház
- MH Egészségügyi Központ Repülőorvosi-, Alkalmasságvizsgáló és Gyógyító intézet (RAVGYI) (Régen Repülőkórház)[17]

#### Orvosi rendelők[18]
- Nyíl u. 22. (Dr. Gombás Tibor, Dr. Dobozi Tünde)
- Kápolna u. 15. (Dr. Pintér Ferenc )
- Széchenyi sétány 6. (Dr. Bogárdi Mária, Dr. Markó József, Dr. Kelle György, Dr. Czipott Gabriella)
- Nyíri út 63. (Dr. Jakkel Anna, Dr. Bense Andor)
- Irinyi utca 5. (Dr. Tóth Mihály, Dr. Pánczél Miklós)
- Irinyi utca 22. (Dr. Móczár Csaba, Dr. Scheibl Klára)
- Győzelem utca 11. (Dr. Szabolcs Katalin, Dr. Tóth Katalin)

#### Gyógyszertárak[19]
- Szent Benedek EuroPatika Kápolna u. 15. (Állandó ügyeletes, nyitva 0-24)
- Kugler Gyógyszertár Széchenyi krt. 1/a.[20]
- Menta Patika Irinyi utca 22.[21]
- Oroszlán Gyógyszertár Széchenyi stny. 5.[22]
- Pajzs Patika Győzelem utca 9.[23]
- Pingvin Patika Aradi vértanúk tere 1.[24]
- Széchenyi István Gyógyszertár Széchenyi sétány 6.

### Oktatás

#### Bölcsőde[25]
- Forradalom utcai Bölcsőde (Forradalom utca 3.)
- Lánchíd utcai Bölcsőde (Lánchíd utca 14.)
- Széchenyi Sétányi Bölcsőde (Széchenyi sétány 2.)

#### Óvoda[26]
- Corvina Óvoda Forradalom Utcai Óvodája (Forradalom u. 3.)
- Kálmán Lajos Óvoda Széchenyi Sétányi Óvodája (Széchenyi sétány 1.)
- Kálmán Lajos Óvoda Lánchíd Utcai Óvodája (Lánchíd u. 16.)
- Szent Imre Katolikus Óvoda és Általános Iskola (Szent Imre utca 9.)[27]

#### Általános Iskolák
- Kecskeméti Széchenyivárosi Arany János Általános Iskola (Lunkányi János utca 10.)[28]
- Kecskeméti Széchenyivárosi Arany János Általános Iskola Lánchíd Utcai Sport Általános Iskolája (Lánchíd utca 18.)[29]
- Kecskeméti Széchenyivárosi Arany János Általános Iskola Móra Ferenc Általános Iskolája (Forradalom utca 1.)[30]
- Szent Imre Katolikus Óvoda és Általános Iskola (Szent Imre utca 9.)[31]
- Piarista Gimnázium, Kollégium, Általános Iskola és Óvoda (Piaristák tere 5.)[32]

#### Középiskolák
- Bányai Júlia Gimnázium (Nyíri út 11.)[33]
- Bolyai János Gimnázium (Irinyi utca 49.) Archiválva 2021. március 2-i dátummal a Wayback Machine-ben[34]
- Németh László Gimnázium (Szent Imre utca 9.)[35]
- Piarista Gimnázium, Kollégium, Általános Iskola és Óvoda (Piaristák tere 5.)
- Kecskeméti Szakképzési Centrum gróf Károlyi Sándor Szakgimnáziuma, Szakközépiskolája és Kollégiuma (Bibó István utca 1.)(korábban Áfeosz)[36]
- Kecskeméti Szakképzési Centrum Szent-Györgyi Albert Szakgimnáziuma és Szakközépiskolája (Nyíri út 73.)[37]
- Kocsis Pál Mezőgazdasági és Környezetvédelmi Szakképző Iskola (Szent Imre utca 9.)[38]

#### Kollégium
- Kecskeméti Szakképzési Centrum Kollégiuma (Nyíri út 73.)[39]
- Kecskeméti Szakképzési Centrum gróf Károlyi Sándor Szakgimnáziuma, Szakközépiskolája és Kollégiuma (Bibó István utca 1.)(korábban Áfeosz kollégiuma)[36]
- Pallasz Athéné Egyetem Lővei Klára Kollégium (Piaristák tere 4.)[40]

#### Zeneiskola
- M. Bodon Pál Zeneiskola (Bihar utca 6.)[41]

### Szociális létesítmények
- Margaréta Otthon (Nyíri út 77.)[42]